# جون ستيل
جون ستيل (بالإنجليزية: John Steel)‏ (1 أكتوبر 1901 في المملكة المتحدة - ) هو لاعب كرة قدم بريطاني في مركز نصف الجناح. لعب مع نادي بيرنلي وهاميلتون أكاديميكال.